# Куно фон Болхен
Куно фон Болхен (на немски: Kuno von Bolchen; † сл. 1294) е благородник от род Болхен на Мозел в Лотарингия.
Той е син на Гилес фон Болхен († 1283) и съпругата му Хедвиг фон Варсберг († сл. 1283), дъщеря на Изембарт фон Варсберг, господар на Албен († 1276). Майка му е сестра на Боемунд фон Варсберг († 1299), архиепископ на Трир (1286 – 1299) и принц-курфюрст на Свещената Римска империя.
Брат е на Жофрид фон Болхен († сл. 1320), женен за Катарина фон Ноймаген († сл. 1320) и е баща на
Куно фон Болхен († 1350/1351), женен за Жанета фон Узелдинген († 1332) и продължава рода.

## Фамилия
Куно фон Болхен се жени за Изабела. Те имат една дъщеря:
- Катарина фон Болхен († сл. 1318), омъжена за граф Николас фон Лютцелщайн († между 23 ноември 1316/11 март 1318), син на граф Хуго IV фон Лютцелщайн († 1304/1315) и Елизабет фон Финстинген († сл. 1301)

Вдовицата му Изабела се омъжва втори път пр. 6 октомври 1299 г. за Николаус фон Хаген цур Мотен († 1319), син на Теодерих фон Хаген († 1274) и Мехтилд фон Мандершайд († 1296).